# 3년

## 연호
- 전한(前漢) 원시(元始) 3년

## 기년
- 전한(前漢) 평제(平帝) 3년
- 신라(新羅) 혁거세 거서간(赫居世居西干) 60년
- 고구려(高句麗) 유리명왕(瑠璃明王) 22년
- 백제(百濟) 온조왕(溫祚王) 21년

## 사건
- 음력 9월 - 두 마리의 용이 경주의 우물 가운데에서 나타났다. 갑자기 천둥이 치고 비가 내렸으며 경주 남문에 벼락이 쳤다.[1]
- 고구려, 졸본(卒本)에서 국내성(通溝)으로 천도. 그곳에서 위나암성(慰那巖城)을 쌓음.

## 같이 보기
- 로마 건국 원년

## 참고 문헌
- 김부식 (1145). 〈권제1 혁거세 거서간 條〉. 《삼국사기》.